# 科洛梅亞區
科洛梅亞區（烏克蘭語：Коломийський район）是乌克兰西部州份伊万诺-弗兰科夫斯克州的一个区，與切爾尼夫齊州及特諾皮爾州接壤，行政中心设于科洛梅亞，面积为2,480平方公里，人口数量为275,512人（2021年估计）。

## 历史
至2020年為止科洛梅亚区的面积为1,026平方公里，人口96,573。
2020年7月18日乌克兰實施行政区重劃，伊萬諾-弗蘭科夫斯克州14個區與6個市整併為6個區，科洛梅亚区的面积显著增加。

## 行政区划
科洛梅亚区下分为13个市镇，以下依市鎮人口由多到少排列：

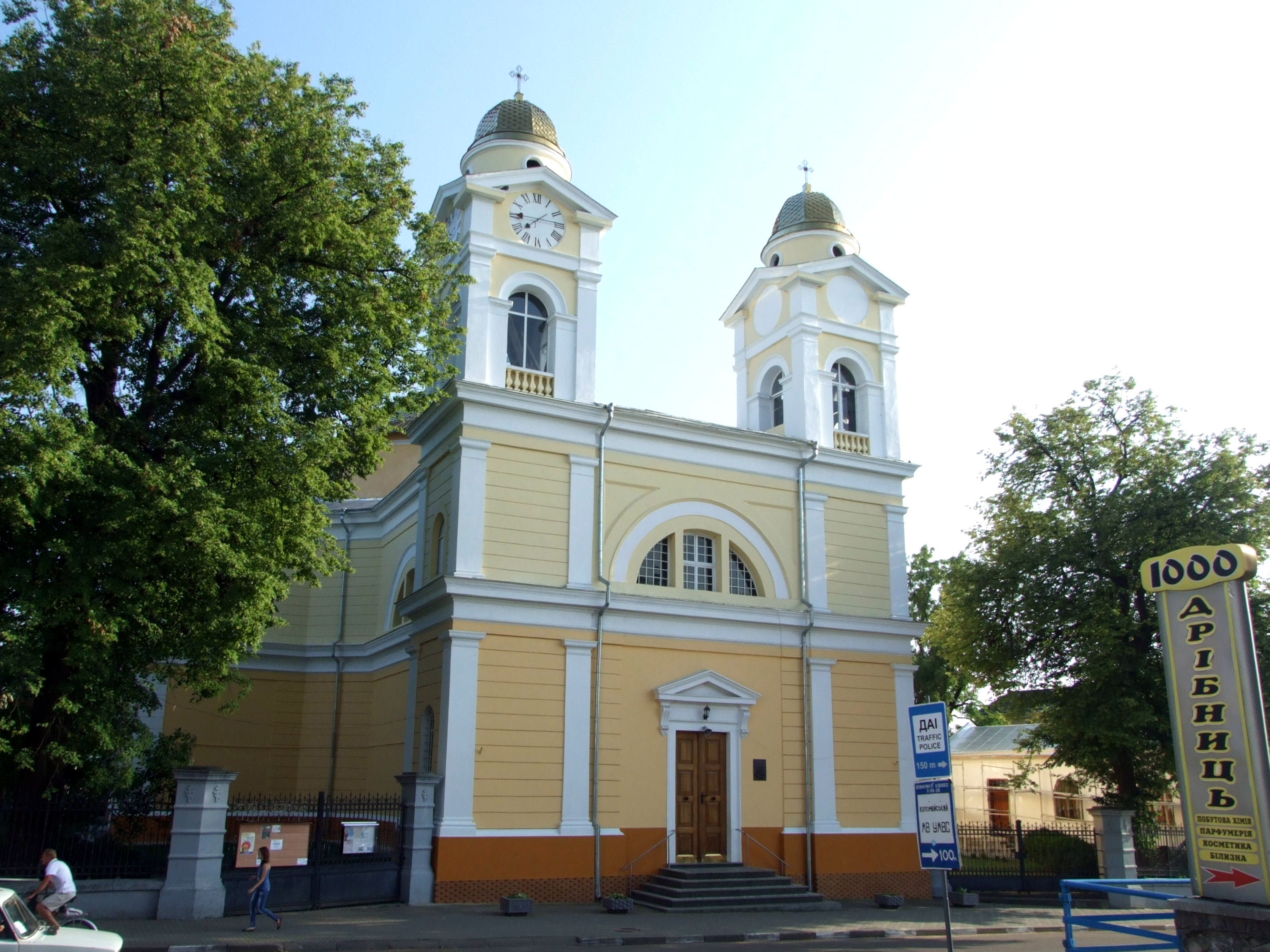
科洛梅亞市鎮（乌克兰语：Коломийська міська громада）
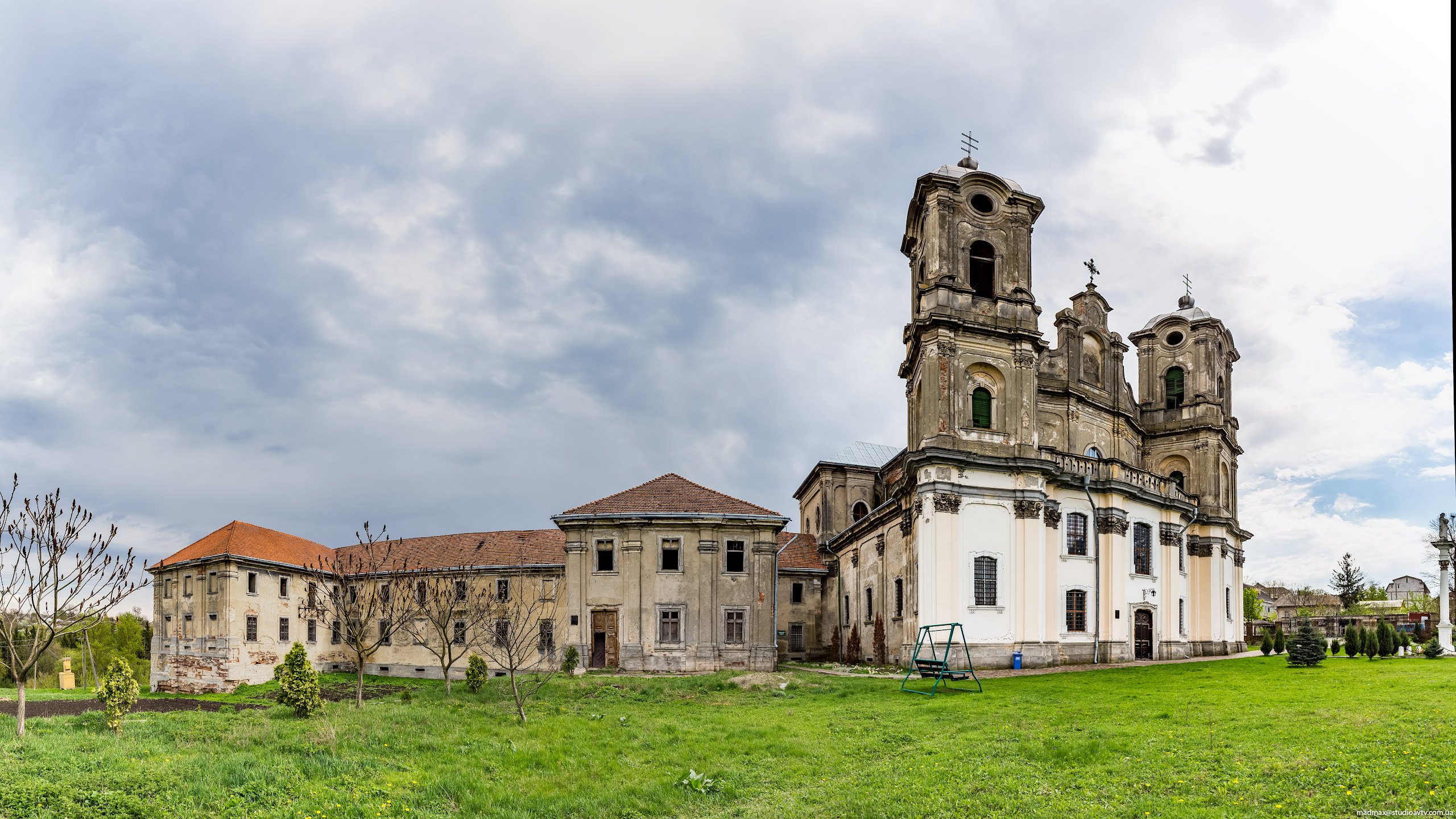
霍羅登卡市鎮（乌克兰语：Городенківська міська громада）
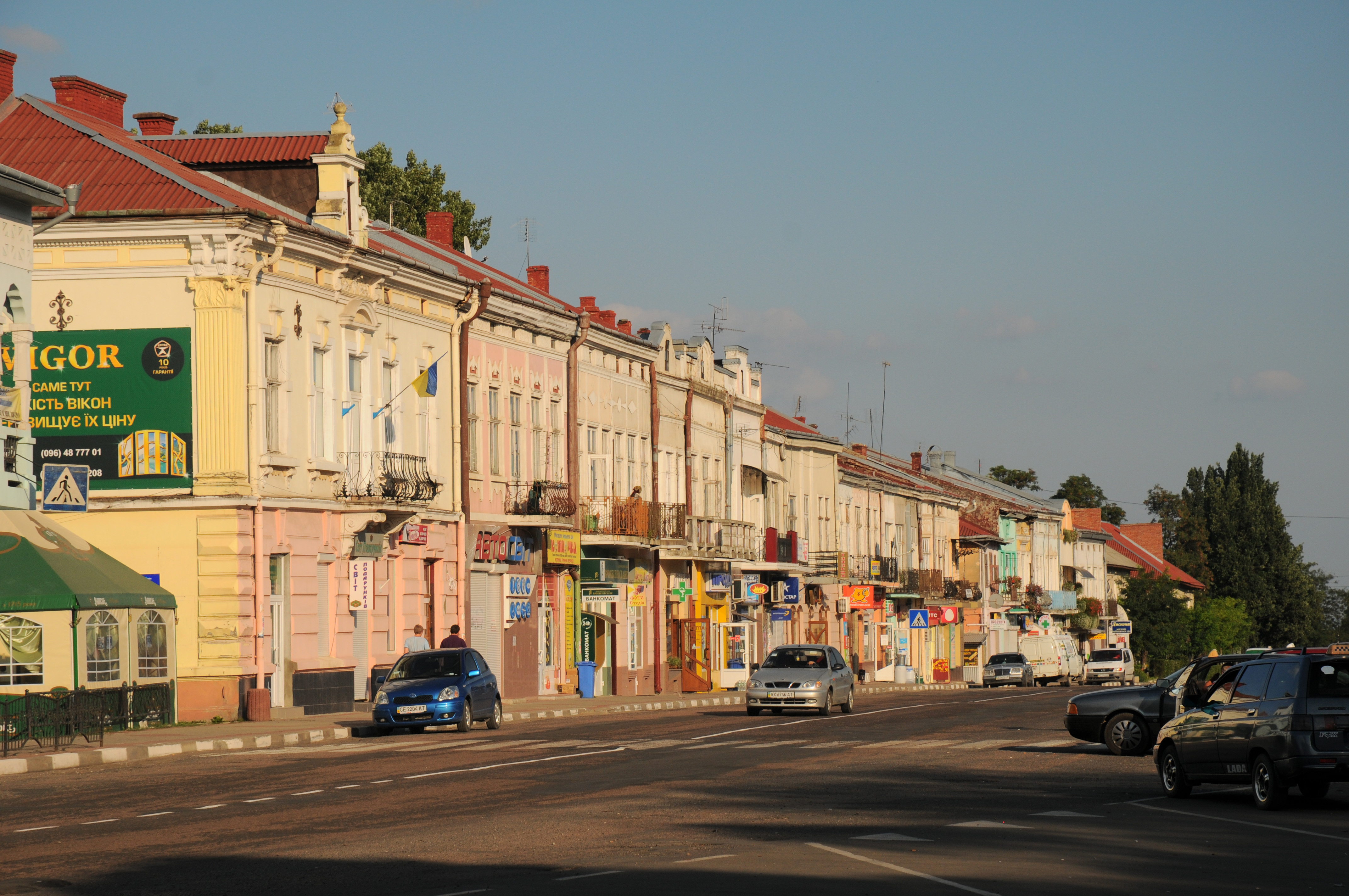
斯尼亞滕市鎮（乌克兰语：Снятинська міська громада）
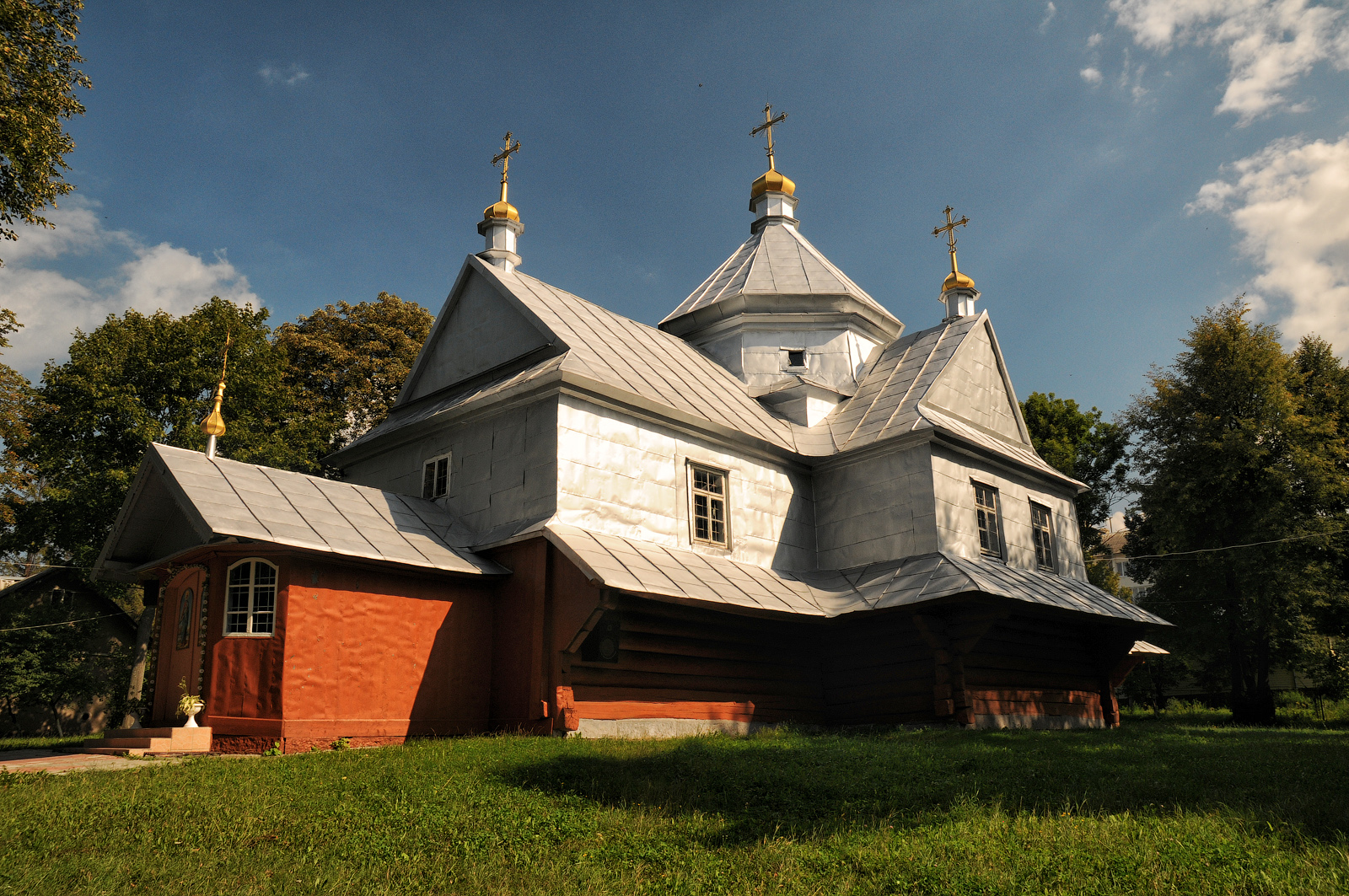
奧特尼亞市鎮（乌克兰语：Отинійська селищна громада）
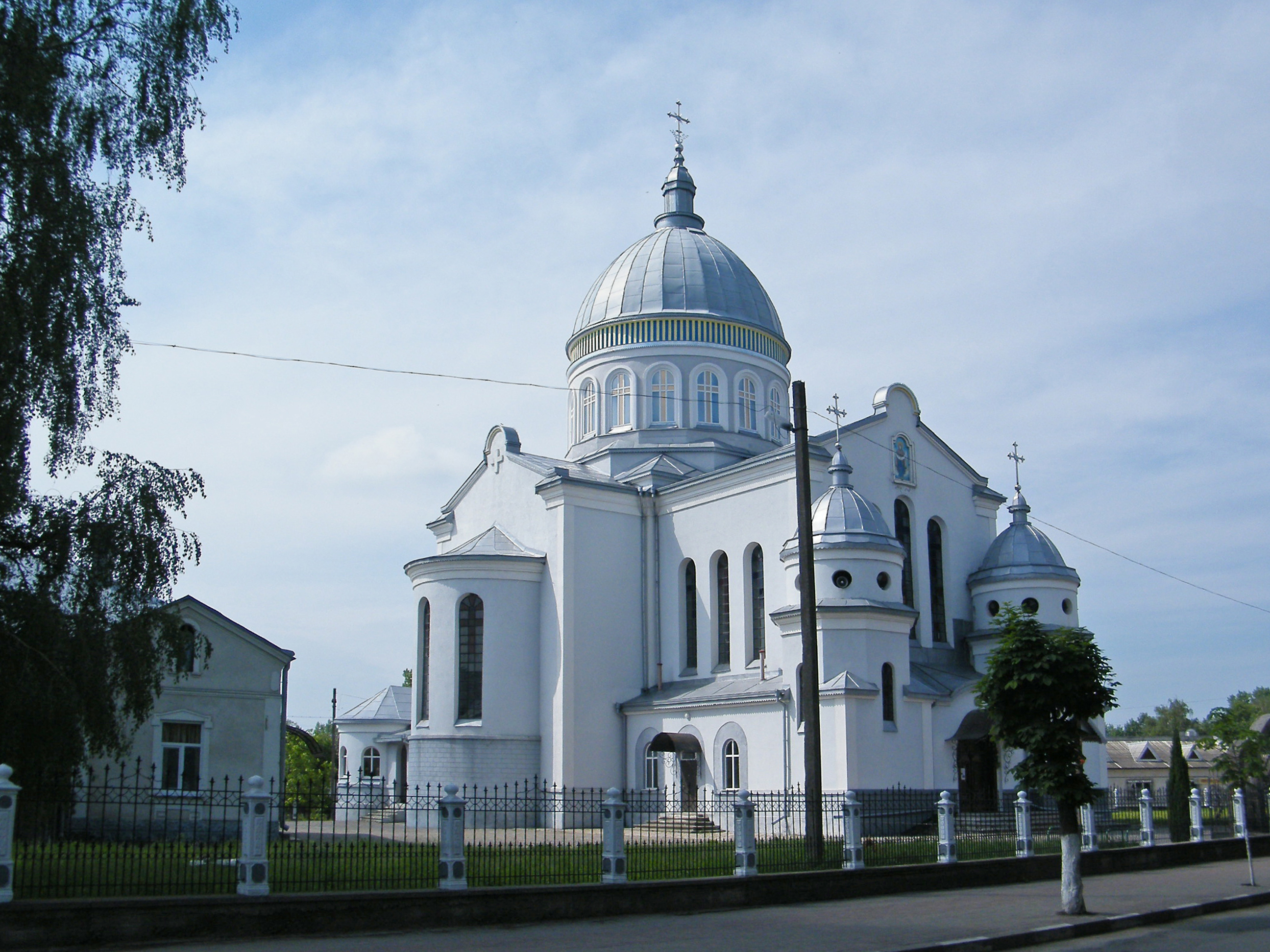
扎博洛蒂夫市鎮（乌克兰语：Заболотівська селищна громада）
- 普亞迪基市鎮（乌克兰语：П'ядицька сільська громада）
- 赫維茲代茨市鎮（乌克兰语：Гвіздецька селищна громада）
- 下韋爾比日市鎮（乌克兰语：Нижньовербізька сільська громада）
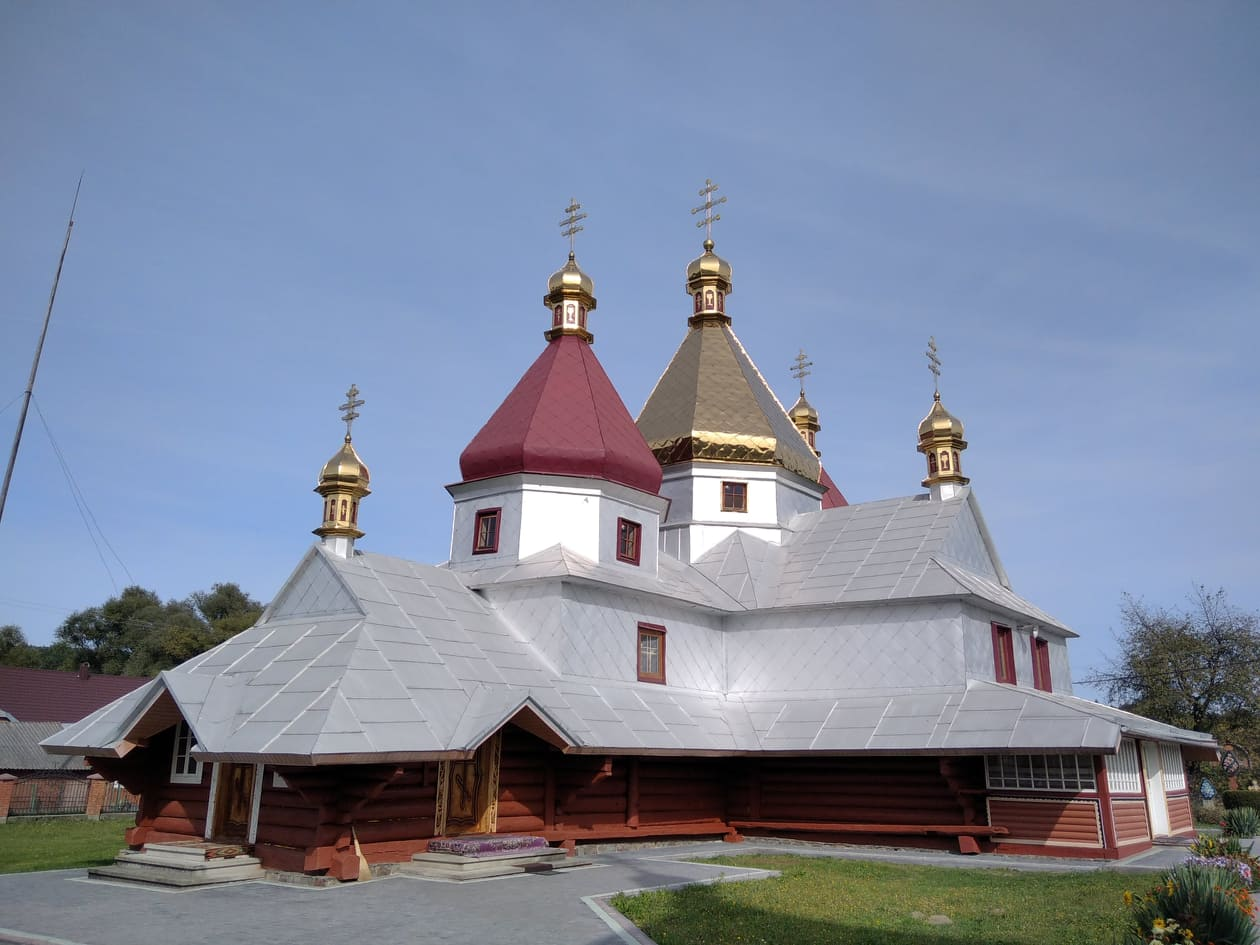
佩切尼任市鎮（乌克兰语：Печеніжинська селищна громада）
- 科爾希夫市鎮（乌克兰语：Коршівська сільська громада）
- 馬泰伊夫齊市鎮（乌克兰语：Матеївецька сільська громада）
- 切爾內利察市鎮（乌克兰语：Чернелицька селищна громада）
- 皮德海奇基市鎮（乌克兰语：Підгайчиківська сільська громада）

- 科洛梅亞
- 霍羅登卡
- 斯尼亞滕
- 奧蒂尼亞
- 扎博洛蒂夫
- 佩切尼任